# Норськ
Норськ (рос. Норск) — село у Селемджинському районі Амурської області Російської Федерації. Розташоване на території українського історичного та етнічного краю Зелений Клин.
Входить до складу муніципального утворення Норська сільрада. Населення становить 291 особа (2018).
Населений пункт, як і загалом увесь Селемджинський район, прирівняний до регіонів Крайньої півночі Росії.

## Клімат
Село знаходиться у зоні, котра характеризується вологим континентальним кліматом з теплим літом. Найтепліший місяць — липень із середньою температурою 19.7 °C (67.5 °F). Найхолодніший місяць — січень, із середньою температурою -30.7 °С (-23.2 °F).
| Клімат Норська          | Клімат Норська | Клімат Норська | Клімат Норська | Клімат Норська | Клімат Норська | Клімат Норська | Клімат Норська | Клімат Норська | Клімат Норська | Клімат Норська | Клімат Норська | Клімат Норська | Клімат Норська |
| Показник                | Січ.           | Лют.           | Бер.           | Квіт.          | Трав.          | Черв.          | Лип.           | Серп.          | Вер.           | Жовт.          | Лист.          | Груд.          | Рік            |
| Середній максимум, °C   | −22            | −15            | −4             | 7              | 16             | 23             | 25             | 23             | 16             | 6              | −10            | −15            | 3              |
| Середня температура, °C | −30,7          | −24,5          | −12,7          | 1,1            | 10             | 16,8           | 19,7           | 17,1           | 9,9            | −0,4           | −16,7          | −28,6          | −3,2           |
| Середній мінімум, °C    | −37            | −33            | −22            | −6             | 2              | 9              | 13             | 11             | 4              | −5             | −22            | −34            | −10            |
| Норма опадів, мм        | 5              | 4              | 9              | 27             | 47             | 82             | 126            | 122            | 77             | 28             | 19             | 10             | 554            |
| ----------------------- | -------------- | -------------- | -------------- | -------------- | -------------- | -------------- | -------------- | -------------- | -------------- | -------------- | -------------- | -------------- | -------------- |
| Джерело: Weatherbase    |                |                |                |                |                |                |                |                |                |                |                |                |                |

## Історія
4 січня 1926 року відповідно до Декрету ВЦВК РРФСР село увійшло до складу Селемджино-Бурейського району Амурського округу Далекосхідного краю. З 20 жовтня 1932 року входить до складу новоутвореної Амурської області.
З 1 січня 2006 року входить до складу муніципального утворення Норська сільрада .